# Kostel svatého Jana Křtitele (Nový Hrozenkov)
Kostel svatého Jana Křtitele je farní římskokatolický kostel na Novém Hrozenkově.

## Historie
Kostel byl postaven během působení zdejšího prvního faráře Jiřího Jahna v letech 1787 až 1789 poblíž původního dřevěného kostela (ten byl následně zbourán). Hlavní oltář měl pocházet ze zrušeného olomouckého klášterního kostela. V Novém Jičíně k němu byly v roce 1894 pořízeny další dva postranní oltáře. V roce 1917 byl vyroben nový dřevěný hlavní oltář. Na základě reformy vzešlé z druhého vatikánského koncilu byly v roce 1971 během oprav kostela boční oltáře zrušeny.
Obrazy v kostele (křížovou cestu) namaloval akademický malíř Adolf Hoeller.